# Lambert II de Lovaina
Lambert II Balderic de Lovaina, dit el Cenyit, mort el 19 de juny de 1054. Va ser comte de Louvain i de Brussel·les de 1040 a 1054. Era fill de Lambert I, comte de Lovaina i de Brussel·les, i de Gerberga de Lotaríngia.
Segons la Vita Gudilae (entre 1048-1051) Lambert II va succeir al seu germà, Enric I. Va heretar el patrimoni que els comtes de Lovaina havien reunit i es va entestar a augmentar-lo a costa de les autoritats imperial i religiosa (abadies de Nivelles i de Gembloux, així com el bisbat de Lieja). És així com apareix en lluita contra Wazon, bisbe de Lieja, el 1046 i després enfrontat a l'emperador el 1051. Va fundar el 1047 el capítol de Santa Gudila a l'església de Sant-Miquel a Brussel·les.
Es va unir a la rebel·lió de Balduí V de Flandes contra l'emperador alemany Enric III, però el 1054 ca morir en una batalla contra l'exèrcit imperial prop de Tournai. Va ser enterrat a l'abadia de Nivelles, on és commemorat al necrologi el 19 de juny.(Fonts: per l'any: Crònica de Sigebert de Gembloux, ad annum 1056; per a la data: necrològica de l'abadia de Nivelles).
Un cert Lambert de Brussel·les, mencionat el 1062 (el que feia pensar que el comte Lambert de Lovaina no hauria mort fins després de 1062), seria en realitat el seu gendre, casat amb Gerberga de Lovaina (vegeu sota).

## Matrimoni i fills
Es va casar amb Oda de Verdun (morta després de 1054), filla de Goteló I de Lotaríngia, duc de Baixa Lotaríngia i d'Alta Lotaríngia, i va tenir a:
- Enric II, (1020 † 1078), comte de Lovaina i de Brussel·les
- Adela de Thuringe (casada amb Otó d'Orlamunde)[1][2][3][4][5][6]
- Renyer, mort el 1077 en un combat a l'Hesbaye